# MTs-255
La MTs-255 (del ruso: МЦ 255) es una escopeta alimentada mediante un tambor de 5 cartuchos como el de un revólver. Es producida por el Buró Central de Diseño e Investigación de Armas Deportivas y de Cacería de TsKIB SOO.

## Operación
Esta escopeta se recarga de la misma manera que la mayoría de revólveres modernos, soltando el tambor e inclinándolo a la izquierda y hacia abajo desde el armazón.
Una característica singular de la MTs-255 es que su guardamanos se extiende casi hasta el tambor.

## Variantes
- MTs255 (МЦ255) - versión civil, tiene una culata fija de madera y guardamano. Las escopetas están disponibles para los cartuchos del 12, 20, 28, 32 y .410.[1] Al presente, no está disponible comercialmente y solo se produce bajo pedido.
- MTs255-12 (МЦ255-12) - versión policial (para cartuchos 12/70 y 12/76), diseñada para fuerzas policiales y agencias de seguridad, se distingue por su guardamanos y pistolete de plástico negro, culata plegable y un riel Picatinny para instalar diversos tipos de miras ópticas.

## Galería

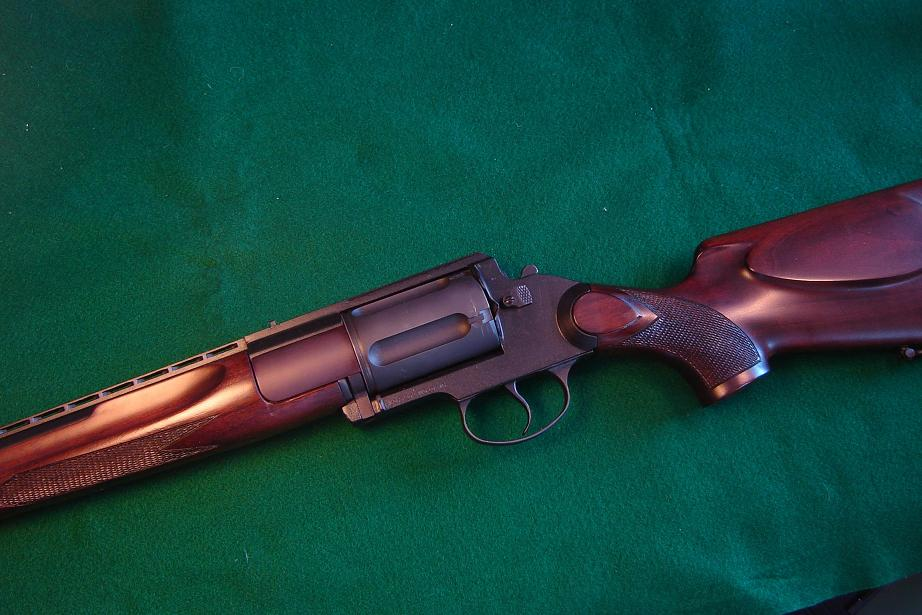
Detalle de una MTs-255.
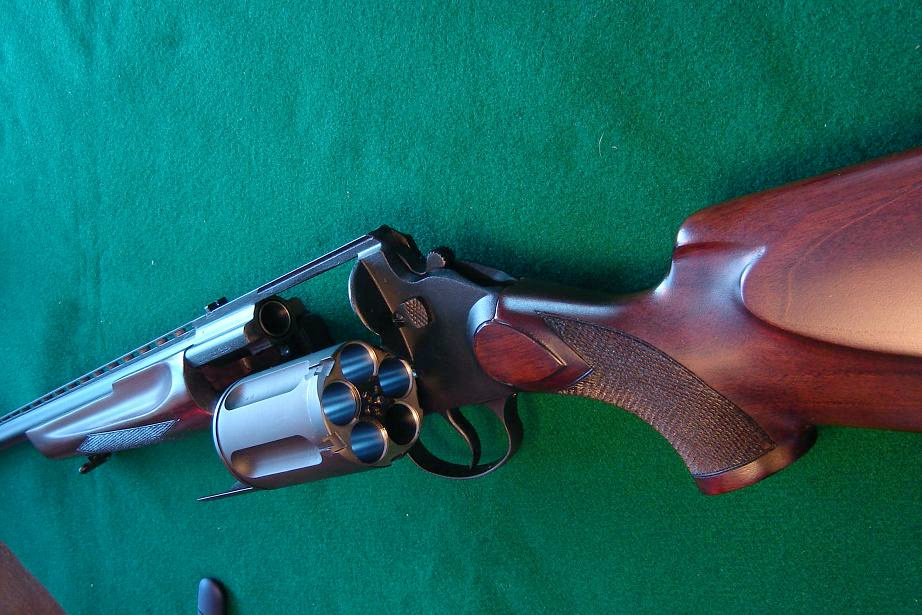
Con el tambor abierto.
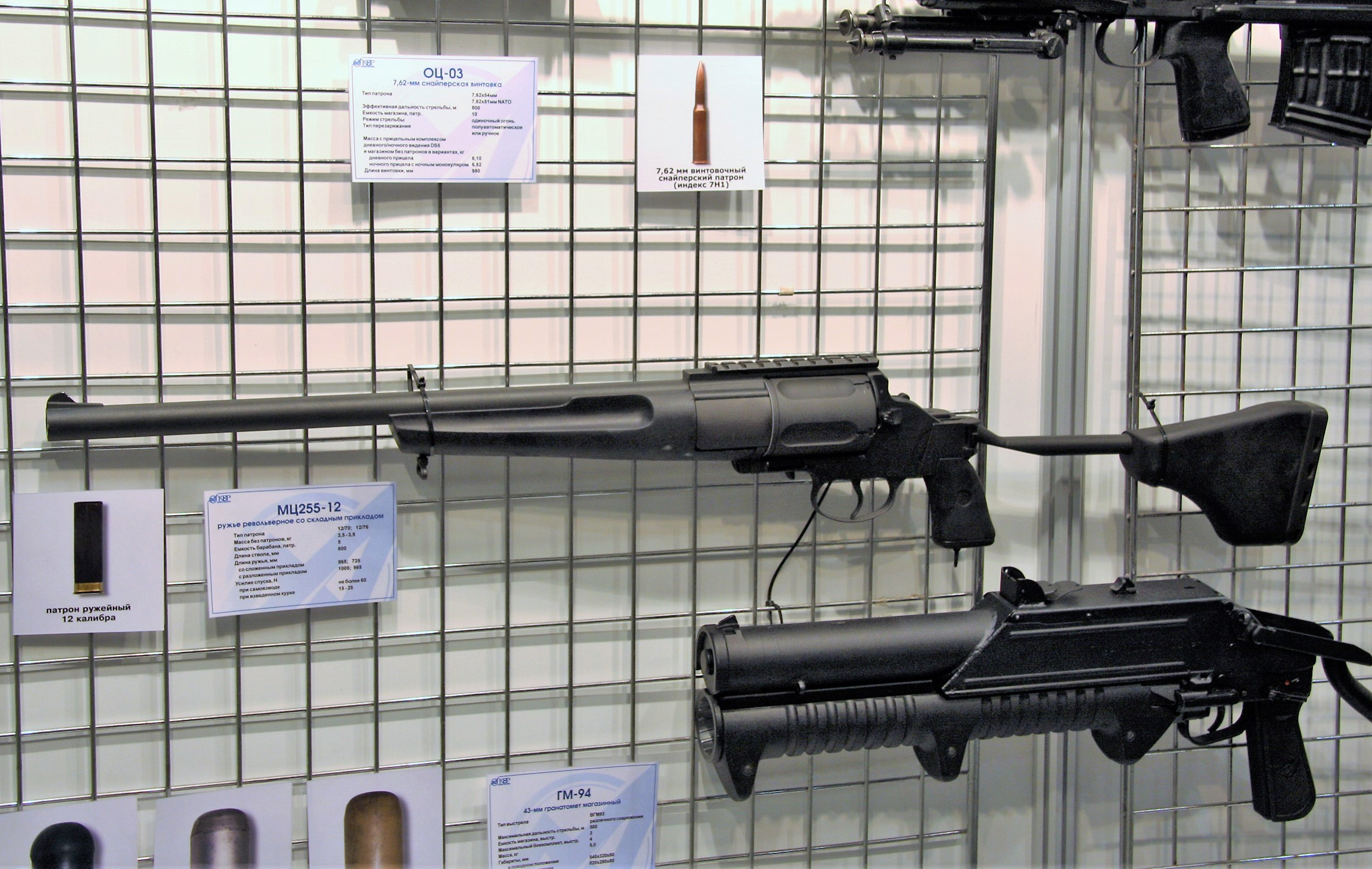
La MTs255-12, versión policial